# Claude-Philippe Cramail
Claude-Philippe Cramail, né le 24 décembre 1772 Versailles et mort le 16 décembre 1855 à Paris, est un architecte français.

## Famille
Issu d'une famille qui a donné au moins quatre générations d'officiers de bouche de la famille royale. Ainsi, son arrière-grand-oncle Louis-François Cramail, avait-il été baptisé à Saint-Germain-en-Laye en 1676, avec pour parrain Louis-Auguste de Bourbon, duc du Maine, et pour marraine Françoise-Athénaïs de Rochechouart de Mortemart, marquise de Montespan.
Il est le fils de René-Claude Cramail (1744-1822), sieur du Tronchay, secrétaire du roi, et d'Anne-Geneviève David. Il s'est marié le 12 mai 1800 avec Marguerite Agasse (Paris 1778 - Paris 1846), fille de Pierre-Guillaule Agasse, seigneur de Maurevert, écuyer, conseiller du roi en l'Hôtel de ville de Paris, et de Dominique de Lavoiepierre. Son oncle est l'éditeur Henri Agasse. Il était originaire de Dreux par ses grands parents, Claude Cramail (1709-1792) marié en 1743 à Dreux avec Marie-Elisabeth de Rotrou (Dreux 1710 - Dreux 1773), dame de Tronchet.
On sait qu'il était « élève de l'École d'architecture, âgé de 25 ans 9 mois, demeurant à Paris, 529 rue des Moulins, 2e arrondissement du canton de Paris », par une décision du Commissaire exécutif du Département de la Seine datée du 16 ventôse an 7, qui sursoit pour 4 mois à son incorporation dans la première classe de la conscription militaire, en vertu d'une lettre du Ministère de la Guerre accordant ce sursis aux élèves des différentes écoles nationales établies à Paris.

## Œuvres
Il a été l'architecte des édifices suivants :
- 1816 Chapelle royale de Dreux, qui est la nécropole de la famille d'Orléans, dans le style néo-gothique.